# Грибачка
Грибачка — небольшая река в России, протекает по Ивановской области. Устье реки находится по левому берегу реки Вязьмы, у населённого пункта Кудреватик. Исток реки теряется в заболоченных лесах Лежневского района Ивановской области. Не судоходна.
Вдоль русла реки расположены населённые пункты (от устья к истоку): Кудреватик, Княжево.